# Arrobeta
Die Arrobeta war ein spanisches Volumenmaß in Saragossa für Flüssigkeiten und nur für Olivenöl gedacht.
- 1 Arroba = 1 ½ Arrobeta (2 Arroba = 3 Arrobeta)
- 1 Arrobeta = 454 5/6 Pariser Kubikzoll = 9,02 Liter

Da Olivenöl nach dem Gewicht verkauft wurde, war Gewichtsgrundlage die kastilische Libra (Pfund).
- 1 Arrobeta = 24 Libras = 8,2824 Kilogramm